# Bergaptolo
Il bergaptolo è una sostanza organica naturale appartenente alla famiglia delle furanocumarine, presente in particolare nella buccia di agrumi quali il limone e il bergamotto.
L'enzima 5-idrossifuranocumarina 5-O-metiltransferasi converte il bergaptolo in bergaptene catalizzando la seguente reazione:
S-adenosil-L-metionina + bergaptolo ⇄ S-adenosil-L-omocisteina + bergaptene